# Lyciasalamandra billae
Lyciasalamandra billae é uma espécie de anfíbio caudado pertencente à família Salamandridae. Endêmica da Turquia.